# Marin County Line
Marin County Line è un album dei New Riders of the Purple Sage, pubblicato dalla MCA Records nel novembre del 1977. Il disco fu registrato nell'agosto del 1977 al Record Plant di Sausalito, California (Stati Uniti). 

## Tracce
Lato A
1. Till I Meet You – 3:21 (Stephen A. Love)
2. Llywelyn – 3:59 (Stephen A. Love)
3. Knights and Queens – 3:58 (Stephen A. Love)
4. Green Eyes a Flashing – 2:54 (Stephen A. Love)
5. Oh, What a Night – 3:54 (Stephen A. Love)

Lato B
1. A Good Woman Likes to Drink with the Boys/Turkeys in a Straw (brano strumentale) – 4:04 (Dave Ellingson/Pubblico dominio)
2. Jasper – 2:35 (John Dawson, David Nelson)
3. Echoes – 3:00 (Shanahan)
4. Twenty Good Men – 3:26 (John Dawson)
5. Little Miss Bad – 2:19 (John Dawson)
6. Take a Red – 2:24 (David Nelson, Spencer Dryden)

## Musicisti
- John Dawson - chitarra, armonica, voce
- David Nelson - chitarra, voce
- Buddy Cage - chitarra pedal steel
- Stephen A. Love - chitarra, basso, voce
- Patrick Shanahan - batteria, vibrafono, percussioni, voce
- Spencer Dryden - percussioni

Ospiti
- John Hug - chitarra
- Tom Stern - banjo
- Ray Park - fiddle
- Tower of Power - strumenti a fiato (brano: B6)
- Greg Adams - arrangiamenti (strumenti a fiato, brano: B6)[6]